# 志村敏夫
志村 敏夫（しむら としお、1914年10月13日 - 1980年7月7日）は、日本の脚本家、映画監督である。

## 人物・来歴
1914年（大正3年）10月13日、静岡県志太郡島田町（現在の同県島田市）に生まれる。
1936年（昭和11年）、22歳になるころ、高田稔の高田プロダクションと新興キネマが共同製作した牛原虚彦監督の『五々の春』に脚本参加する。1940年（昭和15年）には、東宝映画に所属し、斎藤寅次郎監督作の脚本を書いた。
第二次世界大戦後、1947年（昭和22年）、新東宝設立に参加、萩原遼監督『大江戸の鬼』でチーフ助監督を務める。1948年（昭和23年）、同社と竹井プロダクションの共同製作作品『群狼』で監督としてデビューする。
1954年（昭和29年）、宝塚映画に移籍、6本を監督し、翌1955年には新東宝に復帰する。1958年（昭和33年）には、女優の前田通子とともに新東宝を去った。
1959年（昭和34年）、テレビ映画に進出、1960年（昭和35年）には特撮作品『怪獣マリンコング』を手がけている。1963年（昭和38年）、前田通子とともに台湾に招かれ、『女真珠王の挑戦』『秋風秋雨割心腸』を監督する。50歳を迎える1964年（昭和39年）に手がけた、テレビ映画『江戸忍法帖』は、当時、山城新伍の不祥事により、東京では1967年（昭和42年）まで放映されなかった。
1980年（昭和55年）7月7日、死去した。満65歳没。

## フィルモグラフィ

### 東宝映画
- 『五々の春』 : 監督牛原虚彦、高田プロダクション / 新興キネマ、1936年 - 脚本
- 『ロッパの駄々っ子父ちゃん』 : 監督斎藤寅次郎、東宝映画東京撮影所、1940年 - 脚本
- 『親子鯨』 : 監督斎藤寅次郎、東宝映画京都撮影所、1940年 - 脚本
- 『子宝夫婦』 : 監督斎藤寅次郎、東宝映画東京撮影所、1941年 - 脚本
- 『人生は六十一から』 : 監督斎藤寅次郎、東宝映画東京撮影所・吉本興業、1941年 - 脚本
- 『素晴らしき金鉱』 : 監督斎藤寅次郎、東宝映画京都撮影所、1941年 - 脚本
- 『エノケンの爆弾児』 : 監督岡田敬、東宝映画東京撮影所、1941年 - 脚本
- 『磯川兵助功名噺』 : 監督斎藤寅次郎 / 毛利正樹、東宝映画、1942年 - 脚本
- 『兵六夢物語』 : 監督青柳信雄、東宝映画、1943年 - 脚本
- 『突貫駅長』 : 監督斎藤寅次郎、東宝、1945年 - 脚本

### 新東宝
特筆以外はすべて監督
- 『大江戸の鬼』 : 監督萩原遼、新東宝映画製作所、1947年 - チーフ助監督
- 『群狼』 : 新東宝・竹井プロダクション、1948年 - 監督・脚色
- 『海のGメン 玄海灘の狼』 : 1950年 - 監督・脚本
- 『肉体の白書』 : 新映画 / 東京映画配給、1950年
- 『バナナ娘』 : 新東宝・青柳プロダクション、1950年
- 『黄金獣』 : 1950年
- 『黄金バット 摩天楼の怪人』 : 新映画 / 東京映画配給、1950年

- 『月が出た出た』 : 新東宝・昭映プロダクション、1951年
- 『無宿猫』 : 1951年

- 『私はシベリヤの捕虜だった』 : シュウタグチプロダクション、1952年
- 『貞操の街』 : えくらん社、1952年

- 『色ごよみ 権九郎旅日記』 : 1953年
- 『姫君と浪人』 : 1953年
- 『薔薇と拳銃』 : 新生プロダクション、1953年
- 『すっ飛び千両旅』 : 1953年

- 『ジャズ・スタア誕生』 : 監督西村元男、井上プロダクション、1954年 - 脚本
- 『巌ちゃん先生行状記 処女合戦』 : 1954年
- 『嵐の青春』 : 中井プロダクション、1954年
- 『東尋坊の鬼』 : 1954年

### 宝塚映画
- 『鞍馬天狗 疾風八百八町』 : 1954年
- 『照る日くもる日 前篇・後篇』 : 1954年

- 『右門捕物帖 献上博多人形』 : 1955年
- 『旗本やくざ』 : 1955年
- 『海の小扇太』 : 1955年 - 監督・脚本
- 『右門捕物帖 恐怖の十三夜』 : 1955年

### 新東宝
- 『息子一人に嫁八人』 : 1955年

- 『君ひとすじに』 : 1956年
- 『社長三等兵』 : 1956年 - 監督・脚本
- 『続・君ひとすじに』 : 1956年
- 『女真珠王の復讐』 : 1956年
- 『君ひとすじに 完結篇』 : 1956年
- 『新妻鏡』 : 1956年
- 『軍神山本元帥と連合艦隊』 : 1956年

- 『海の三等兵』 : 1957年
- 『関八州大利根の対決』 : 1957年
- 『死刑囚の勝利』 : 1957年
- 『怒濤の兄弟』 : 1957年
- 『海女の戦慄』 : 1957年

### フリーランス
- 『無鉄砲一代』 : 歌舞伎座 / 松竹、1958年
- 『狼が来たよ』 : テレビ映画、日本テレビ、1959年
- 『怪獣マリンコング』 : テレビ映画、ニッサンプロダクション / フジテレビ、1960年
- 『秋風秋雨割心腸』 : 主演前田通子、台湾映画、1963年
- 土曜ナイトショー『死刑囚の勝利』 : テレビ映画、フジテレビ、1963年
- 『江戸忍法帖』 : テレビ映画、国際放映・毎日放送、1964年 / 1967年

## 註
1. 1 2  志村敏夫、キネマ旬報データベース、2009年9月16日閲覧。
2. 1 2  志村敏夫、日本映画監督協会、2009年9月16日閲覧。